# Brzeźno Łyńskie
Brzeźno Łyńskie – wieś w Polsce położona w województwie warmińsko-mazurskim, w powiecie nidzickim, w gminie Nidzica.
W latach 1975−1998 miejscowość administracyjnie należała do województwa olsztyńskiego.
W sąsiedztwie wsi znajdują się jeziora: Brzeźno, Kiernoz Mały i jeziorko Morze, przez miejscowość przepływa rzeka Łyna.
Wieś wymieniana jest w dokumentach z 1372 r.